# UFC 6
UFC 6: Clash of the Titans fue un evento de artes marciales mixtas producido por la Ultimate Fighting Championship (UFC). Tuvo lugar el 14 de julio de 1995 desde el Casper Events Center en Casper, Wyoming.

## Historia
Este evento continuó el formato Superfight de UFC 5 para determinar el campeón de UFC reinante para los ganadores del torneo.

## Resultados
1. ↑  Por el Campeonato Superfight.
2. ↑  Macias reemplazó a Patrick Smith, quien no pudo continuar debido a calambres en el estómago.

## Desarrollo
|  | Cuartos de final | Cuartos de final | Cuartos de final |               |                 | Semifinales     | Semifinales | Semifinales |  |             | Final       | Final | Final |  |
|  |                  |                  |                  |               |                 |                 |             |             |  |             |             |       |       |  |
|  |                  |                  |                  |               |                 |                 |             |             |  |             |             |       |       |  |
|  | Tank Abbott      | Tank Abbott      | KO               |               |                 |                 |             |             |  |             |             |       |       |  |
|  | Tank Abbott      | Tank Abbott      | KO               |               |                 |                 |             |             |  |             |             |       |       |  |
|  | John Matua       | John Matua       | 0:20             |               |                 |                 |             |             |  |             |             |       |       |  |
|  | John Matua       | John Matua       | 0:20             |               | Tank Abbott     | Tank Abbott     | TKO         |             |  |             |             |       |       |  |
|  |                  |                  |                  |               | Tank Abbott     | Tank Abbott     | TKO         |             |  |             |             |       |       |  |
|  |                  |                  | Paul Varelans    | Paul Varelans | 1:53            |                 |             |             |  |             |             |       |       |  |
|  | Paul Varelans    | Paul Varelans    | Paul Varelans    | Paul Varelans | 1:53            | KO              |             |             |  |             |             |       |       |  |
|  | Paul Varelans    | Paul Varelans    |                  |               |                 |                 |             |             |  |             |             |       |       |  |
|  | Cal Worsham      | Cal Worsham      | 1:02             |               |                 |                 |             |             |  |             |             |       |       |  |
|  | Cal Worsham      | Cal Worsham      | 1:02             |               |                 |                 |             |             |  | Tank Abbott | Tank Abbott | 17:45 |       |  |
|  |                  |                  |                  |               |                 |                 |             |             |  | Tank Abbott | Tank Abbott | 17:45 |       |  |
|  |                  |                  | Oleg Taktarov    | Oleg Taktarov | SUM             |                 |             |             |  |             |             |       |       |  |
|  | Patrick Smith    | Patrick Smith    | Oleg Taktarov    | Oleg Taktarov | SUM             | SUM             |             |             |  |             |             |       |       |  |
|  | Patrick Smith    | Patrick Smith    |                  |               |                 |                 |             |             |  |             |             |       |       |  |
|  | Rudyard Moncayo  | Rudyard Moncayo  | 1:08             |               |                 |                 |             |             |  |             |             |       |       |  |
|  | Rudyard Moncayo  | Rudyard Moncayo  | 1:08             |               | Anthony Macias1 | Anthony Macias1 | 0:09        |             |  |             |             |       |       |  |
|  |                  |                  |                  |               | Anthony Macias1 | Anthony Macias1 | 0:09        |             |  |             |             |       |       |  |
|  |                  |                  | Oleg Taktarov    | Oleg Taktarov | SUM             |                 |             |             |  |             |             |       |       |  |
|  | Oleg Taktarov    | Oleg Taktarov    | Oleg Taktarov    | Oleg Taktarov | SUM             | SUM             |             |             |  |             |             |       |       |  |
|  | Oleg Taktarov    | Oleg Taktarov    |                  |               |                 |                 |             |             |  |             |             |       |       |  |
|  | Dave Beneteau    | Dave Beneteau    | 0:57             |               |                 |                 |             |             |  |             |             |       |       |  |
|  | Dave Beneteau    | Dave Beneteau    | 0:57             |               |                 |                 |             |             |  |             |             |       |       |  |
|  |                  |                  |                  |               |                 |                 |             |             |  |             |             |       |       |  |

1Patrick Smith se retiró debido a una lesión. Fue reemplazado por Anthony Macias.